# Struxdorf
Struxdorf (tiếng Đan Mạch: Strukstrup) là một đô thị thuộc huyện Schleswig-Flensburg, trong bang Schleswig-Holstein, nước Đức. Đô thị Struxdorf có diện tích 13,39 km², dân số thời điểm 31 tháng 12 năm 2006 là 705 người.